# کویا، واکایاما
کویا، واکایاما (به لاتین: Kōya, Wakayama) یک منطقهٔ مسکونی در ژاپن است که در استان واکایاما واقع شده‌است. کویا  ۳٬۸۷۹ نفر جمعیت دارد.